# Лінкольн (округ, Айдахо)
Шаблон:StateAbbr_ 42°59′ пн. ш. 114°08′ зх. д. / 42.98° пн. ш. 114.13° зх. д.
Округ  Лінкольн (англ. Lincoln County) — округ (графство) у штаті  Айдахо, США. Ідентифікатор округу 16063.

## Історія
Округ утворений 1895 року.

## Демографія
За даними перепису 
2000 року 
загальне населення округу становило 4044 осіб, усе сільське.
Серед мешканців округу чоловіків було 2086, а жінок — 1958. В окрузі було 1447 домогосподарств, 1050 родин, які мешкали в 1651 будинках.
Середній розмір родини становив 3,27.
Віковий розподіл населення поданий у таблиці:
| Стать    | До 15 років | 15-21 | 22-29 | 30-39 | 40-49 | 50-65 | 65-85 | Понад 85 |
| -------- | ----------- | ----- | ----- | ----- | ----- | ----- | ----- | -------- |
| Чоловіки | 526         | 247   | 185   | 263   | 300   | 307   | 235   | 23       |
| Жінки    | 497         | 191   | 192   | 253   | 257   | 298   | 232   | 38       |

## Суміжні округи
- Блейн — північ
- Мінідока — схід
- Джером — південь
- Гудінг — захід
- Камас — північний захід

## Виноски
1. ↑  (unspecified title) — Москва: ВИНИТИ РАН, 1964. — С. 40. — 235 с.
2. ↑  U.S. Decennial Census. United States Census Bureau. Архів оригіналу за 19 липня 2018. Процитовано 1 липня 2014.
3. ↑  Historical Census Browser. University of Virginia Library. Архів оригіналу за 11 серпня 2012. Процитовано 1 липня 2014.
4. ↑  Population of Counties by Decennial Census: 1900 to 1990. United States Census Bureau. Архів оригіналу за 30 жовтня 2014. Процитовано 1 липня 2014.
5. ↑  Census 2000 PHC-T-4. Ranking Tables for Counties: 1990 and 2000 (PDF). United States Census Bureau. Архів оригіналу (PDF) за 18 грудня 2014. Процитовано 1 липня 2014.
6. ↑  State & County QuickFacts. United States Census Bureau. Архів оригіналу за 17 липня 2011. Процитовано 1 липня 2014.(англ.) Наведено за англійською вікіпедією.
7. ↑  American FactFinder. Бюро перепису населення США. Архів оригіналу за 26 лютого 2012. Процитовано 31 січня 2008.

| США | Це незавершена стаття з географії США. Ви можете допомогти проєкту, виправивши або дописавши її. |